# Bonaberiana
Bonaberiana é um gênero de traça pertencente à família Arctiidae.